# C·J·克蕾格
克勞迪婭·簡·"C·J"·克蕾格（英語：Claudia Jean "C. J." Cregg，/kreɪɡ//krɛɡ/），是由艾莉森·珍妮在《白宮風雲》中飾演的約書亞·巴特勒政府白宮新聞秘書，並於劇集第六季升任白宮幕僚長直至巴特勒届滿卸任。角色原型通常被認為是比爾·克林頓政府初期的白宮新聞秘書迪·迪·麥爾斯，而麥爾斯同時也是本劇顧問之一。

## 塑造

### 選角
據艾倫·索金說，確定C·J·克蕾格的扮演者是個令人非常糾結的難題。雖然所有人都喜歡艾莉森·珍妮，但因為膚色問題，劇組遲遲不能決定。為確保劇組族裔背景構成的多元化，劇組更爲傾向於非裔圭亞那演員CCH·龐德。“但是最後，”索金說，“當我們閉上眼睛，覺得這個角色非艾莉森·珍妮莫屬。因此我們最終決定選擇她。”

### 原型
這個角色的基本原型被認為是克林頓政府的第二任白宮新聞秘書迪·迪·麥爾斯，而她同時也是本劇顧問之一。與之有關的一處重要情節發生在第一季第11集《約翰·馬布里勛爵》，C·J·克蕾格在白宮新聞發佈會上宣佈當日已無重要新聞後，一名記者向她求證印度是否調遣30萬士兵侵入巴控克什米爾地區，她表示自己“10分鐘前就在橢圓形辦公室”，沒有任何關於克什米爾地區的軍事動態，并調侃對方需要更新他在五角大樓的消息源——事實上就在她進入辦公室時，巴特勒總統與其幕僚順勢結束相關戰略對策的討論。
同樣的事情也曾發生在麥爾斯身上：1993年6月25日星期五中午的白宮新聞發佈會上，與會記者問及聯邦調查局就針對前總統老布什暗殺企圖的調查報告，她表示“自己被告知調查報告仍處於收尾階段，尚未完成”——事實上時任總統克林頓已於星期三和星期四分別收到最終調查報告的簡報和副本，並於星期五做出決定下令“彼得森號”驅逐艦和“錢斯勒斯維爾號”導彈巡洋艦於美國東部夏令時間6月26日星期六下午4時22分對伊拉克情報總部位於巴格達的主要指揮和控制設施發動巡航導彈空襲。

麥爾斯將是次經歷改編成劇集情節，以表達自己的憤怒和不滿。劇中時任白宮幕僚長里奧·馬加瑞於次日清晨告知C·J·克蕾格實情，並輕描淡寫地讓她對媒體解釋“説你當時回應時並不知情”。麥爾斯對此表示，
“這就像是在說‘我是個白癡；你們不可以相信我’。我想讓劇中的她（C·J·克蕾格）更為憤怒與堅決，通過行動在白宮這個‘紅毯男孩’主導的世界裏維護她自己的性格力量。”
但是索金承認自己并沒有處理好這一段，讓邁爾斯在C·J·克蕾格這個角色身上更好地活過來。

### 軼事
C·J·克蕾格在第一季第18集《午餐前的六次會議》中對嘴演唱隆尼·喬丹的《豺狼》，這是在艾倫·索金看到艾莉森·珍妮一次即興表演後添加到劇本之中的情節。

## 經歷

### 早年
C·J·克蕾格及其扮演者艾莉森·珍妮均成長於俄亥俄州代頓市，她的父親是當地西代頓中學數學教師，而她的生母則在劇集開始前便已過世多年。她有過兩名繼母，而她目前的繼母也是一名中學教師。她至少有兩位哥哥，其中一位有個十餘歲的女兒。C·J·克蕾格身高約1米8，超過大部份白宮工作人員，尤其是身材矮壯的巴特勒總統。
C·J·克蕾格於高中時期獲得全美高中生的最高獎勵國家優秀學生獎學金。第五季第18集中她書架上的紀念杯暗示C·J·克蕾格本科就讀於威廉姆斯學院，但並未透露其具體就讀專業。本科畢業后，她進入加州大學伯克利分校繼續深造並取得政治學碩士學位。
在加入巴特勒總統競選團隊之前，C·J·克蕾格以55萬美元年薪供職於加州一所名爲崔萊頓-戴（Triton-Day）的公關事務所，後因理念不同而被開除。解職當日，適逢老友托比·齊格勒登門拜訪並邀請其加入巴特勒的競選團隊，不過週薪只有6百美元，即年薪3萬1千2百美元。

### 白宮
巴特勒入主白宮後，C·J·克蕾格擔任其白宮新聞秘書。她隨後在工作中發現自己的特勤局安保代號被定為“火烈鳥”——一種她認爲長相十分可笑的大型鳥類，這讓她十分不解並試圖申請更換。
在劇集第三季，由於C·J·克蕾格接連收到多起死亡威脅，特勤局指派特工西蒙·多諾萬負責其個人安保，兩人隨後互生情愫墜入愛河。在C·J·克蕾格的死亡威脅解除之後，兩人打算正式交往，然而就在這時，西蒙·多諾萬在紐約處理一起突發搶劫時中槍身亡。經過一段時間後，她與《華盛頓郵報》駐白宮記者丹尼·康坎農的關係變得逐漸密切起來，但是她一直拒絕與其約會，因為這樣會涉及利益衝突。但她在第七季卸任白宮新聞秘書後，與丹尼有過多次約會。
第五季中，C·J·克蕾格向托比·齊格勒坦白，四年前——在巴特勒入主白宮之前——她與現任副總統約翰·霍因斯有過一夜情，而當時約翰·霍因斯已經結婚。同一季中，C·J·克蕾格還被透露連續擔任兩屆政府的白宮新聞秘書。
第六季中，里奧·馬加瑞由於在戴維營會談中心臟病突發而不得不辭去白宮幕僚長一職。總統向其詢問接任者候選名單，他只提供了一個名字：C·J·克蕾格。C·J·克蕾格是白宮（現實及劇中）歷史上第一位女性幕僚長，這也是歷史上第一任由新聞秘書轉任幕僚長的例子。但是C·J·克蕾格一開始並不適應這個職位，她對自己的工作程序並不熟悉，而且還缺乏獨立意見。最後在里奧·馬加瑞的幫助下，她才逐漸適應幕僚長這份工作。
第七季中，C·J·克蕾格已經能在白宮幕僚長的職位上獨當一面，她開始知道如何在總統情緒發作時讓他接受一些事情。在她任職期間，她第一次任命參謀長聯席會議主席以彌補她在外交政策方面的不足；同時她也運作聯合國安理會通過一項決議，以解決蘇丹達爾富爾人道主義問題。

### 尾聲
馬特·桑托斯在當選新一任美國總統後，曾試圖挽留C·J·克蕾格繼續為白宮服務，但是她回絕了繼續留在白宮擔任幕僚長或特別顧問的邀約。與此同時，弗蘭克·霍利斯基金會（Frank Hollis Found.）也邀請她出任一項負責百億美元非洲食品及藥品援助的慈善基金會主席。C·J·克蕾格因顧及自己的身份問題而有所懷疑，擔心對方只是看重她的白宮履歷而非個人能力，但在時任男友丹尼·康坎農的全力勸說下，她最後決定接下基金會主席一職。
同一季中，C·J·克蕾格被透露她在卸任之後與丈夫丹尼·康坎農還有孩子們共同生活在加州聖莫尼卡。

## 相關鏈接
- 《白宮風雲》
- 白宮風雲角色列表
- 白宮
- 白宮幕僚長
- 美國總統選舉
- 美國總統辦事機構